# 11573 Helmholtz
11573 Helmholtz (1993 SK3) là một tiểu hành tinh nằm phía ngoài của vành đai chính được phát hiện ngày 20 tháng 9 năm 1993 bởi Freimut Börngen và Lutz D. Schmadel ở Tautenburg. It is one of very few asteroids located in the 2: 1 mean motion resonance with Sao Mộc.